# Jardim Everest
Jardim Everest é um bairro nobre da Zona Oeste de São Paulo, situado no distrito do Morumbi sendo administrado pela Prefeitura Regional do Butantã. Nele, especificamente na Rua Gália, localiza-se a Mansão Safra, uma das maiores residências do mundo (décima primeira do mundo), maior até do que a Casa Branca, residência oficial do Presidente dos Estados Unidos, além de abrigar a Mansão de Edemar Cid Ferreira e o São Paulo Center. Localiza-se próximo da Avenida Lineu de Paula Machado e dos bairros Cidade Jardim, Jardim Guedala e com o Rio Pinheiros no Hipódromo de Cidade Jardim.

## História
Antes da chegada dos colonizadores portugueses, a região onde hoje se encontra o bairro era habitada por povos indígenas, como os Tupiniquins. Durante o período colonial, a área começou a ser explorada e utilizada como rota para expedições bandeirantes, devido à sua localização estratégica. No século XIX, a área era predominantemente rural, composta por grandes fazendas e propriedades agrícolas. A região do Morumbi começou a se desenvolver com a chegada de imigrantes europeus. O loteamento do bairro ocorreu principalmente no início do século XX, a partir de propriedades rurais que foram subdivididas para atender à crescente demanda por habitação na cidade de São Paulo. Este processo foi parte do desenvolvimento urbano que transformou o Morumbi em uma área residencial de alto padrão, atraindo moradores de classes mais abastadas.
O Jockey Club de São Paulo foi transferido da Mooca para o bairro. Na gestão de Fábio da Silva Prado, na entidade do hipismo, que com a ajuda da Companhia Cidade Jardim, empresa que que doou um terreno de 600 mil metros quadrados foi inaugurado às margens do Rio Pinheiros o Hipódromo de Cidade Jardim em 1941.
Nos anos 1990 a Família Safra construiu seu palácio no bairro, a Mansão Safra. Segundo o ranking feito pela Architectural Digest, configura como décima primeira maior do mundo. Construída no mesmo terreno que abrigou a mansão do empresario Ermelino Matarazzo - a maior casa feita em São Paulo antes de ser posta abaixo para dar lugar às obras do palácio dos Safra. Apresenta aproximadamente cento e trinta cômodos, cinco andares, nove elevadores, um heliponto e uma piscina olímpica, a área do terreno tem mais de 22.000 m² e 11.000 m² de área construída, sendo considerada a residência mais segura do Brasil por possuir os mais modernos sistemas de segurança além de ser protegida por um batalhão de ex-agentes do Mossad.
Entre os anos 2000 a 2004 foi erguida a Mansão de Edemar Cid Ferreira, do Banco Santos. A mansão suntuosa foi projetada pelo renomado arquiteto Ruy Ohtake contando com 7.888m² de área construída e é avaliada em R$ 77 milhões. Abriga elevadores, mármores importados da França, duas galerias de arte, painéis de couro prensado, decorado com relevos e pinturas com motivos vegetais e medindo mais de 4 metros, espalhadas pela residência estão obras do arquiteto Oscar Niemeyer e do paisagista Burle Marx, imponentes obras de arte, incluindo duas esculturas Maia, da América Central Pré-Colombiana e até um heliporto. Uma das peças na residência é uma mesa de jantar em mogno, datada de cerca de 1850, com ferragens e articulações de época, estilo George II e parte da construção possui ainda azulejos personalizados, desenhados sob encomenda pelo pintor, escultor e artista brasileiro Athos Bulcão. Atualmente possui um novo dono. A mansão e as obras de arte foram tombadas pelo Conselho Municipal de Preservação do Patrimônio Histórico, Cultural e Ambiental da Cidade de São Paulo - CONPRESP devido ao valor cultural, artístico e histórico de expressiva parcela das obras e documentos que integram o acervo e coleções de propriedade, guarda ou posse do Instituto Cultural Banco Santos e/ou Cid Ferreira Collection Empreendimentos Artísticos Ltda. e/ou Edemar Cid Ferreira e possíveis familiares.
No ano de 2016 o jornal Folha de S.Paulo publicou a matéria "Mansões de São Paulo ocupam área de dois parques Ibirapuera". A matéria faz um levantamento inédito baseado nos domicílios do cadastro do IPTU (Imposto Predial e Territorial Urbano) que tratava sobre os imóveis de alto-padrão que são classificados na categoria "F": mansões que geralmente têm mais de 700 m², onde se localizam e a quantidade, 1.840 imóveis do tipo, muitos exemplares podem ser vistos no bairro.
Em 2018 foi fundada a Associação de Moradores do Bairro Jardim Everest (AMJE), associação de moradores que busca a preservação das características urbanísticas do bairro.

## Atualidade
Hoje, o Jardim Everest é conhecido por suas ruas arborizadas e arquitetura moderna, caracterizando-se como um bairro residencial exclusivo, com uma infraestrutura que combina tranquilidade e acessibilidade. O nome “Everest” foi escolhido para evocar prestígio e exclusividade, associando-se à montanha mais alta do mundo. As vias do bairro frequentemente homenageiam figuras históricas e geográficas, refletindo a intenção de criar uma atmosfera sofisticada. A Sotheby’s, a JamesEdition e a Le Figaro Properties, multinacionais do ramo imobiliário possuem em seu catálogo diversas residências no bairro, além do ArchDaily, site de arquitetura.
O bairro-jardim em que se localiza, é caracterizado como zona ZER-1 (Zona Estritamente Residencial do tipo I), que são porções do território destinadas ao uso exclusivamente residencial de habitações unifamiliares, com densidade demográfica baixa. Esta zona se caracteriza pela ausência dos usos não residenciais e pela baixa densidade, sendo que alguns bairros contam com intensa arborização. As construções do bairro devem ter no máximo 10 metros de altura.
Localizado em uma área elevada, o bairro apresenta um relevo ondulado, característico do distrito do Morumbi. A altitude proporciona vistas panorâmicas da cidade, sendo um fator de valorização imobiliária. O bairro conta com uma boa presença de áreas verdes, incluindo parques e praças que oferecem espaços de lazer e convivência para os moradores.